# Buritizeiro
Buritizeiro est une municipalité brésilienne de l'État du Minas Gerais et la microrégion de Pirapora.